# Ерез да Дрезнер
Ерез Да Дрезнер (івр. ארז דה דרזנר; нар. 1 серпня 1978, Хайфа, Ізраїль) — глуха Ізраїльська модель, тренер з фітнесу, лектор і фіналіст другого сезону телевізійного шоу «Великий Брат».

## Біографія
Да Дрезнер народився в Хайфі, Ізраїль, в родині матері, яка була перукарем і володіла ювелірним бізнесом, та батька, який був ювеліром. Він має двох братів.
В дитинстві він навчався в спеціальній школі в Хайфі, а пізніше вивчав ювелірну справу в школі Міжнародна жіноча сіоністська організація. Після закінчення школи він вступив до Армії оборони Ізраїлю у Медичний корпус. Після звільнення з армії він навчався дизайну інтер'єру, кулінарії та кондитерського мистецтва. Він працював моделлю в агентстві Elite Model Management, де брав участь у фотосесії для журналу Elle разом з моделлю Анею Мартиросовою. У 2005 році він працював інструктором у спеціальних школах і був активним членом клубу «Шема».
18 липня 2024 року він одружився з Олександрою, глухою українкою, у Львові.
У вересні 2024 року Да Дрезнер волонтерувало в онкологічному центрі обласної лікарні для дітей у Рівному за спонсорської підтримки Олени Зеленської.

### Участь у «Великому Браті»
Коли Да Дрезнеру було 31 рік, він став учасником другого сезону шоу «Великий Брат» в Ізраїлі з метою стати позитивним і натхненним прикладом для глухої спільноти. Він заявив, що хоче, щоб глядачі навчились приймати глухих та людей з порушеннями слуху такими, якими вони є. Додатково, він зазначив, що його девізом є «Позитивні енергії» поряд із «Незважаючи ні на що», і став одним з яскравих персонажів цього сезону. Участь Да Дрезнера у програмі викликала резонанс у глухій спільноті, яка сприйняла його як новатора. Да Дрезнер також з'явився у кількох випусках телевізійного шоу «Ерец Нехедерат», де його зіграв Елі Фініш.
Через 105 днів після вступу до будинку «Великого Брата» Да Дрезнер був виключений, досягнувши шостого місця.
У 2010 і 2011 роках він писав щотижневу колонку на сайті Mako про учасників шоу «Великий Брат».